# Matilda di Frisia
Matilda di Frisia (1024 circa – Parigi, 1044) fu, come prima moglie del re di Francia, Enrico I, regina consorte dal 1034 alla sua morte.

## Origine
Secondo il monaco cluniacense e cronista, Rodolfo il Glabro Matilda era di nobiltà germanica e di ottimi costumi, mentre viene citata come nipote dell'imperatore dei Romani, Enrico III sia la Ex continuatione Historiæ Aimoni Monachi Floriacensis, che il Excerptum Historicum. Quindi, secondo lo storico Szabolcs de Vajay, nel suo Mathilde, Reine de France inconnue, Matilda era figlia del marchese di Frisia, Liudolfo (fratellastro uterino di Enrico il Nero: entrambi figli di Gisella di Svevia) e della moglie, Gertrude d'Eguisheim, sorella di papa Leone IX della stirpe degli Eticonidi.
Liudolfo di Brunswick discendeva dalla famiglia dei Brunonidi: era figlio del conte di Brunswick, Bruno I e di Gisella di Svevia, figlia di Ermanno II, duca di Svevia, e di Gerberga di Borgogna.

## Biografia
A seguito del patto di alleanza con l'imperatore dei Romani, Corrado II di Franconia, nel 1033, il re di Francia, Enrico I, stipulò un fidanzamento (impegno di matrimonio) con la figlia dell'imperatore, Matilde (ca. 1027 - 1034), come ci conferma la Wiponis, Vita Chuonradi II Imperatoris, figlia di Corrado II di Franconia e della moglie, Gisella di Svevia, che però l'anno dopo morì a Worms, dove fu sepolta.
Dopo la morte prematura della giovane principessa imperiale, il re di Francia Enrico I, sempre nel 1034, sposò Matilde di Frisia. Enrico I, come ci conferma l'Actus 9 del Hugonis Floriacensis, Liber qui Modernorum Regum Francorum continet, era il figlio maschio secondogenito del re di Francia e duca di Borgogna, Roberto II e della sua terza moglie, Costanza d'Arles, che ancora secondo Hugonis Floriacensis, Liber qui Modernorum Regum Francorum continet Actus 9, era figlia del conte d'Avignone, conte di Provenza e marchese di Provenza, Guglielmo I e di Adelaide d'Angiò (947 - 1026), figlia del conte d'Angiò e poi, conte di Nantes e duca di Bretagna, Folco II (sempre secondo Hugonis Floriacensis, Liber qui Modernorum Regum Francorum continet Actus 9, Adelaide era la sorella del conte d'Angiò, Goffredo detto Grisegonelle, figlio di Folco II secondo la Chronica de Gesta Consulum Andegavorum, Chroniques d'Anjou) e di Gerberga (secondo lo storico Maurice Chaume era figlia del Visconte Goffredo d'Orleans).
Quando si sposarono Matilde era giovanissima - aveva all'incirca una decina d'anni - e pertanto il matrimonio fu consumato solo successivamente.
Matilde morì nel 1044 senza lasciare eredi.
Poiché Matilde non era riuscita a garantire una successione al trono di Francia, il 19 maggio 1051 a Reims, Enrico I, come ci conferma l'Actus 10 del Hugonis Floriacensis, Liber qui Modernorum Regum Francorum continet, sposò, in seconde nozze, Anna Jaroslavna (1024 - 5 settembre 1075), che gli diede l'erede al trono Filippo.

## Figli
Nel 1040 circa, Matilde partorì una figlia, come ci conferma il Excerptum Historicum, che visse circa cinque anni e morì, nel 1044,  poco prima della madre.

### Fonti primarie
- (LA)  Monumenta Germaniae Historica, Scriptores, tomus IX.
- (LA)  Monumenta Germaniae Historica, Scriptores, tomus XI.
- (LA)  Rodulfus Glaber Cluniacensis, Historiarum Sui Temporis Libri Quinque.
- (LA)  Recueil des historiens des Gaules et de la France. Tome 11.
- (LA)  Chroniques des comtes d'Anjou.

### Letteratura storiografica
- Louis Halphen, "La Francia dell'XI secolo", cap. XXIV, vol. II (L'espansione islamica e la nascita dell'Europa feudale) della Storia del Mondo Medievale, 1979, pp. 770–806.
- Austin Lane Poole, "L'imperatore Corrado II", cap. VII, vol. IV (La riforma della chiesa e la lotta fra papi e imperatori) della Storia del Mondo Medievale, 1979, pp. 170–192.